# St. Nikolaus (Seuversholz)
Die römisch-katholische Filialkirche St. Nikolaus in Seuversholz geht auf das Spätmittelalter zurück. Der spätbarocke Chorturm stammt von Jakob Engel und das Langhaus aus dem Jahr 1974 stammt von Max Breitenhuber. Die Kirche ist unter der Aktennummer D-1-76-155-16 in der Denkmalliste Bayern eingetragen.

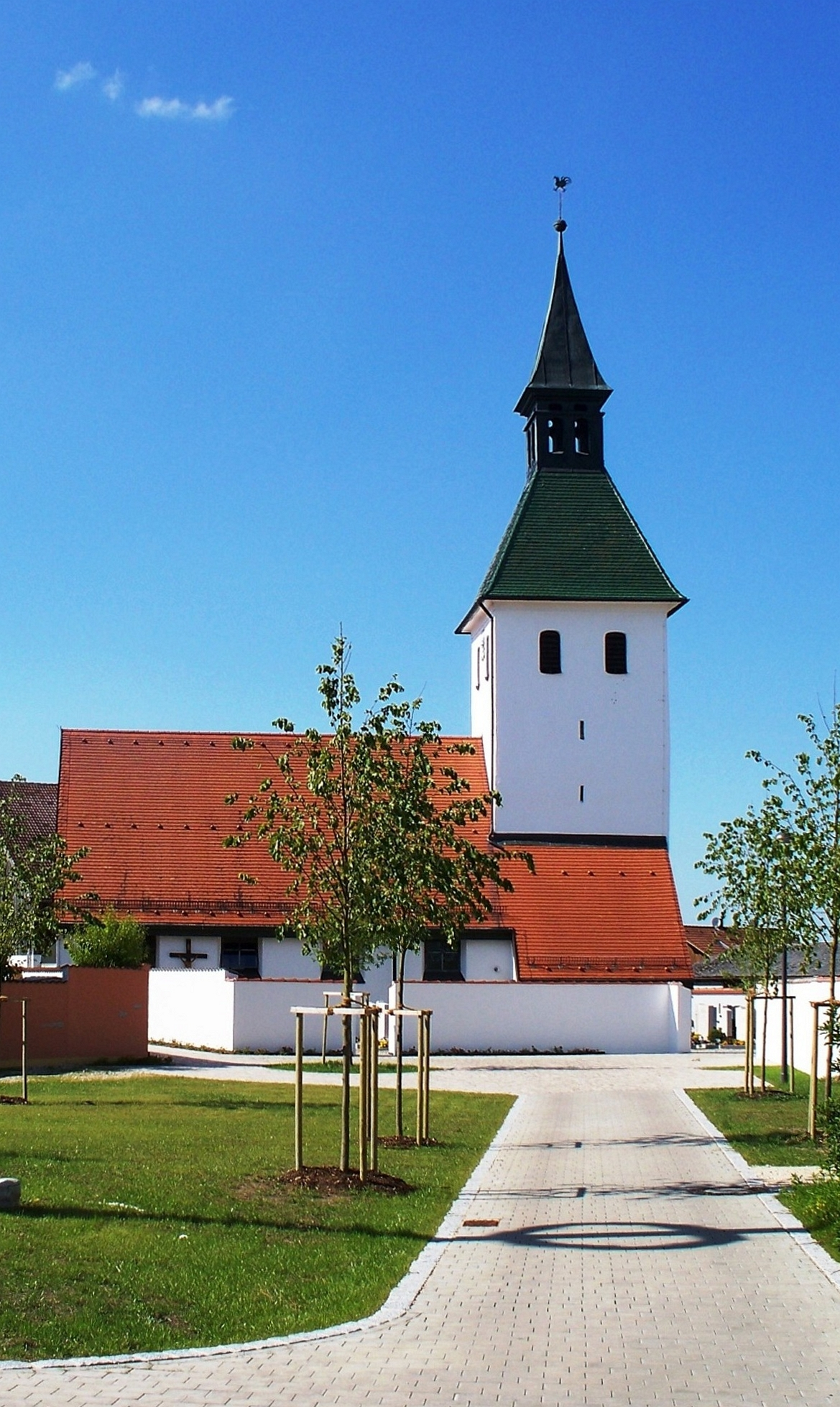
Südfassade

## Lage

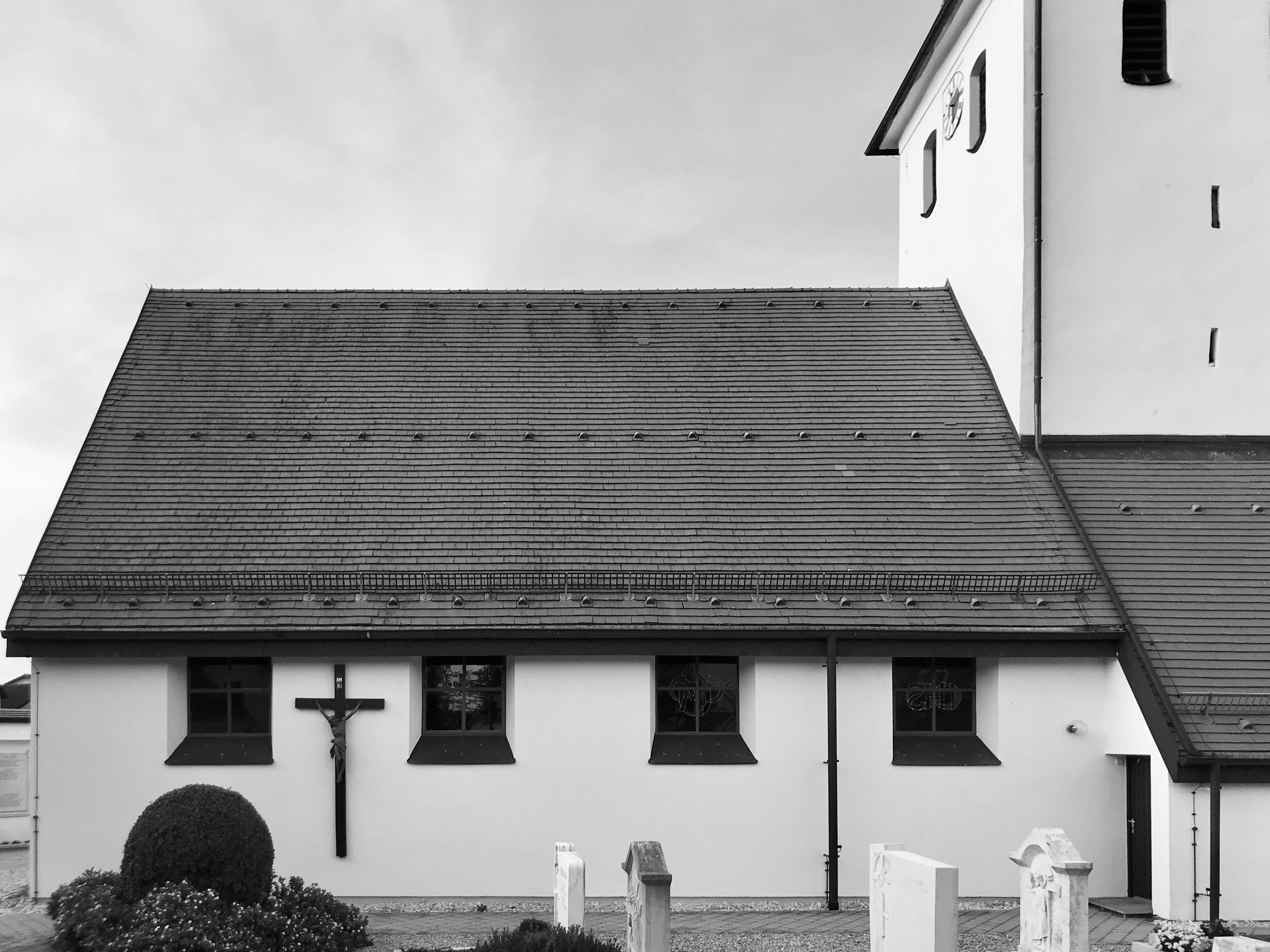
Erweiterungsbau 1974

Der Sakralbau befindet sich in der Dorfstraße 12 in Seuversholz bei Pollenfeld.

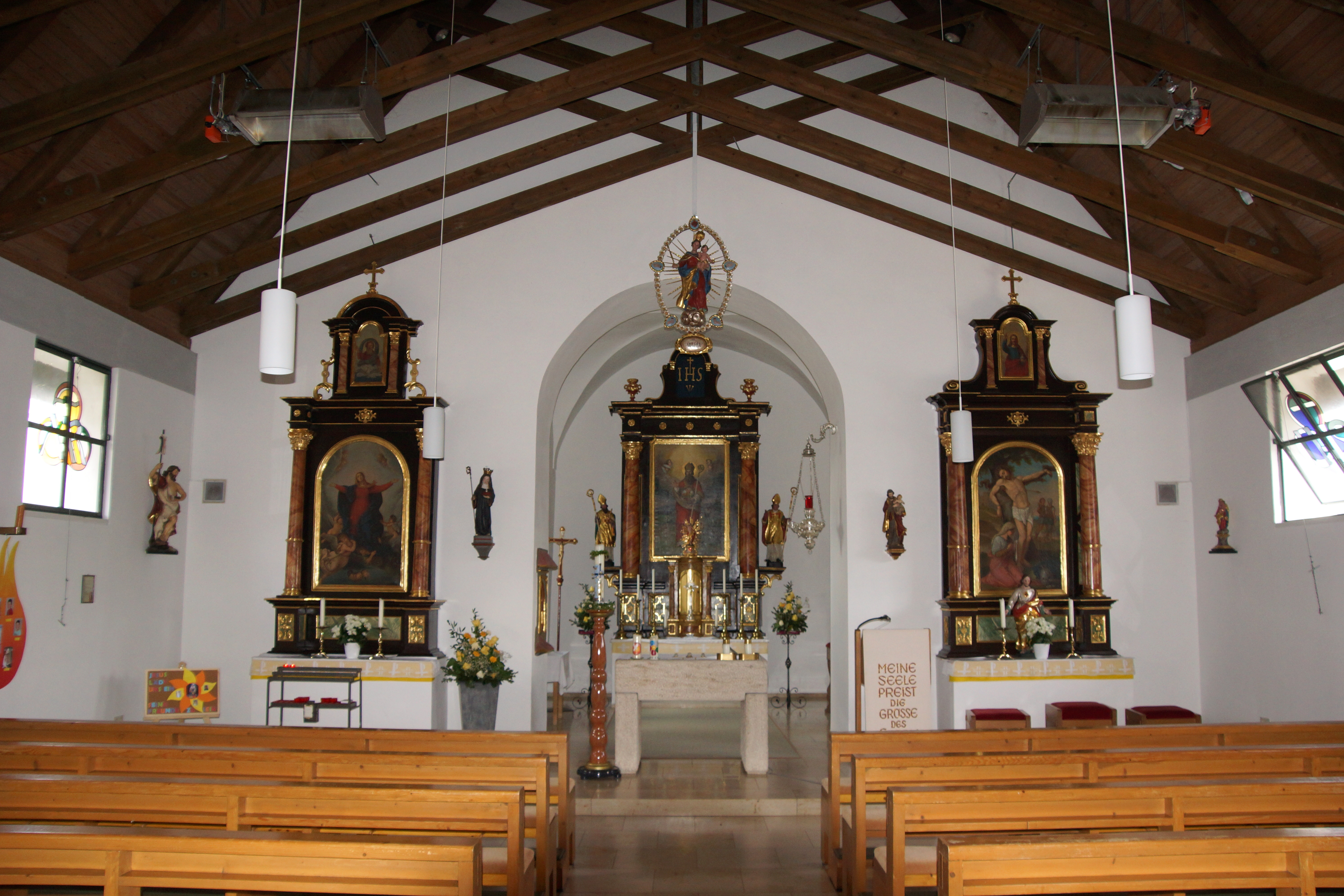
Kirchenschiff

## Geschichte und Architektur
1550 wurde die Kirche das erste Mal in einem Salbuch vermerkt. 1564 musste sie wegen Einsturzgefahr neu erbaut werden. Am 8. Oktober desselben Jahres wurde das Gotteshaus durch Weihbischof Leonhard Haller geweiht und dem Patronat des Nikolaus von Myra unterstellt. Auf Grund erneuten Zerfalls wurde die Kirche 1698 zum Teil neu gebaut. Turm und Kirchenschiff wurden um 6 Fuß erhöht, die Sakristei erweitert und die Friedhofsmauer mit Beinhaus instand gesetzt. Die Kirche erhielt einen neuen Hochaltar und der bisherige Hochaltar, dem heiligen Rochus und Sebastian gewidmet, wurde fortan als Seitenaltar verwendet.
1822 verlängerte man das Langhaus um 15 Fuß, dabei wurden ein dritter Altar zu Ehren Mariä Aufnahme in den Himmel aufgestellt sowie eine neue Kanzel gebaut. 1903 versah Orgelbauer J. Bittner aus Eichstätt den Kirchenraum mit einer neuen Orgel.
1973 wurde die Kirche bis auf den mittelalterlichen Glockenturm abgerissen. Der quadratische Turm blieb stehen, damit der Turmchor als Kapelle und Aussegnungshalle verwendet werden konnte. Im März 1974 wurde das Richtfest gefeiert. Der Münchner Architekt Breitenhuber versah die Kirche mit einem größeren Kirchenraum unter Beibehaltung der historischen Ausstattung.
Der aus heimischen Jura-Marmor massive Volksaltar auf der Altarinsel fügt die drei Altäre als Einheit zusammen. Das gotische Sakramentshäuschen sowie der Opferstock aus dem Jahr 1702 blieben erhalten. Sechs Figuren aus der alten Kirche wurden im Neubau wieder aufgestellt und dazu auch die Rosenkranzmadonna am Scheitelpunkt des Chorbogens. Die drei Altäre wurden übernommen, der Hochaltar und die Seitenaltäre bleiben im Turmchor bestehen. Für Betbänke, Ambo, Beichtstuhl, Sakristeieinrichtung und die gesamten Empore hat Breitenhuber, ein gebürtiger Seuversholzer, ausschließlich gebeiztes Fichtenholz verwendet. Es handelt sich bei der St. Nikolaus-Kirche um eine Saalkirche mit einem Steildach. 1976 erbaute Josef Bittner aus Eichstätt für die Kirche eine einmanualige Orgel mit sieben Registern.

## Denkmal
Die Kirche steht unter Denkmalschutz und ist im Denkmalatlas des Bayerischen Landesamtes für Denkmalpflege und in der Liste der Baudenkmäler in Seuversholz eingetragen.